# Дупянски скит
Дупянският скит „Света Богородица“ (на гръцки: Σκήτη της Δούπιανης), известен и като Стагийски скит (на гръцки: Σκήτη Σταγών) е бивш православен скит на Метеора, Гърция. Намирал се е северозападно от село Кастраки, като от него до наши дни е запазена само църквата „Света Богородица“.

## История
Скитът „Света Богородица Дупянска“ е основан през 1347 година от йеромонах Нил, съгласно надпис в хроника от XVI век. Аскетите на скита населявали околните пещери, като всяка неделя се спускали в долината за божествена литургия в централната църква – католикон, която е запазена до днес, в сравнително добро състояние, както и част от стенописите в нея.